# Карні (округ, Небраска)
Шаблон:StateAbbr_ 40°31′ пн. ш. 98°57′ зх. д. / 40.51° пн. ш. 98.95° зх. д.
Округ Карні (англ. Kearney County) — округ (графство) у штаті Небраска, США. Ідентифікатор округу 31099.

## Історія
Округ утворений 1860 року.

## Демографія
За даними перепису 
2000 року 
загальне населення округу становило 6882 осіб, зокрема міського населення було 2909, а сільського — 3973.
Серед мешканців округу чоловіків було 3413, а жінок — 3469. В окрузі було 2643 домогосподарства, 1902 родин, які мешкали в 2846 будинках.
Середній розмір родини становив 2,98.
Віковий розподіл населення поданий у таблиці:
| Стать    | До 15 років | 15-21 | 22-29 | 30-39 | 40-49 | 50-65 | 65-85 | Понад 85 |
| -------- | ----------- | ----- | ----- | ----- | ----- | ----- | ----- | -------- |
| Чоловіки | 772         | 328   | 285   | 464   | 557   | 528   | 414   | 65       |
| Жінки    | 696         | 309   | 280   | 451   | 525   | 540   | 527   | 141      |

## Суміжні округи
- Баффало — північ
- Адамс — схід
- Вебстер — південний схід
- Франклін — південь
- Гарлан — південний захід
- Фелпс — захід

## Виноски
1. ↑  US Decennial Census. US Census Bureau. Архів оригіналу за 26 квітня 2015. Процитовано 8 грудня 2014.
2. ↑  Historical Census Browser. University of Virginia Library. Архів оригіналу за 11 серпня 2012. Процитовано 8 грудня 2014.
3. ↑  Population of Counties by Decennial Census: 1900 to 1990. US Census Bureau. Архів оригіналу за 27 квітня 2015. Процитовано 8 грудня 2014.
4. ↑  Census 2000 PHC-T-4. Ranking Tables for Counties: 1990 and 2000 (PDF). US Census Bureau. Архів оригіналу (PDF) за 18 грудня 2014. Процитовано 8 грудня 2014.
5. ↑  State & County QuickFacts. US Census Bureau. Архів оригіналу за 7 червня 2011. Процитовано 21 вересня 2013.(англ.) Наведено за англійською вікіпедією.
6. ↑  American FactFinder. Бюро перепису населення США. Архів оригіналу за 29 липня 2011. Процитовано 31 січня 2008.

| США | Це незавершена стаття з географії США. Ви можете допомогти проєкту, виправивши або дописавши її. |